# Hải cẩu lông mao Nam Cực
Hải cẩu lông mao Nam Cực (Arctocephalus gazella) là một loài động vật có vú trong họ Otariidae, bộ Ăn thịt. Loài này được Peters mô tả năm 1875. Loài hải cẩu này phân bố ở vùng biển Nam Cực. Khoảng 95% số lượng loài này trên thế giới sinh sản tại đảo Nam Georgia. Danh pháp khoa học được đặt theo tàu hải quân Đức, tàu hộ tống SMS Gazelle, tàu thu thập các mẫu vật đầu tiên từ đảo Kerguelen.

## Hình ảnh

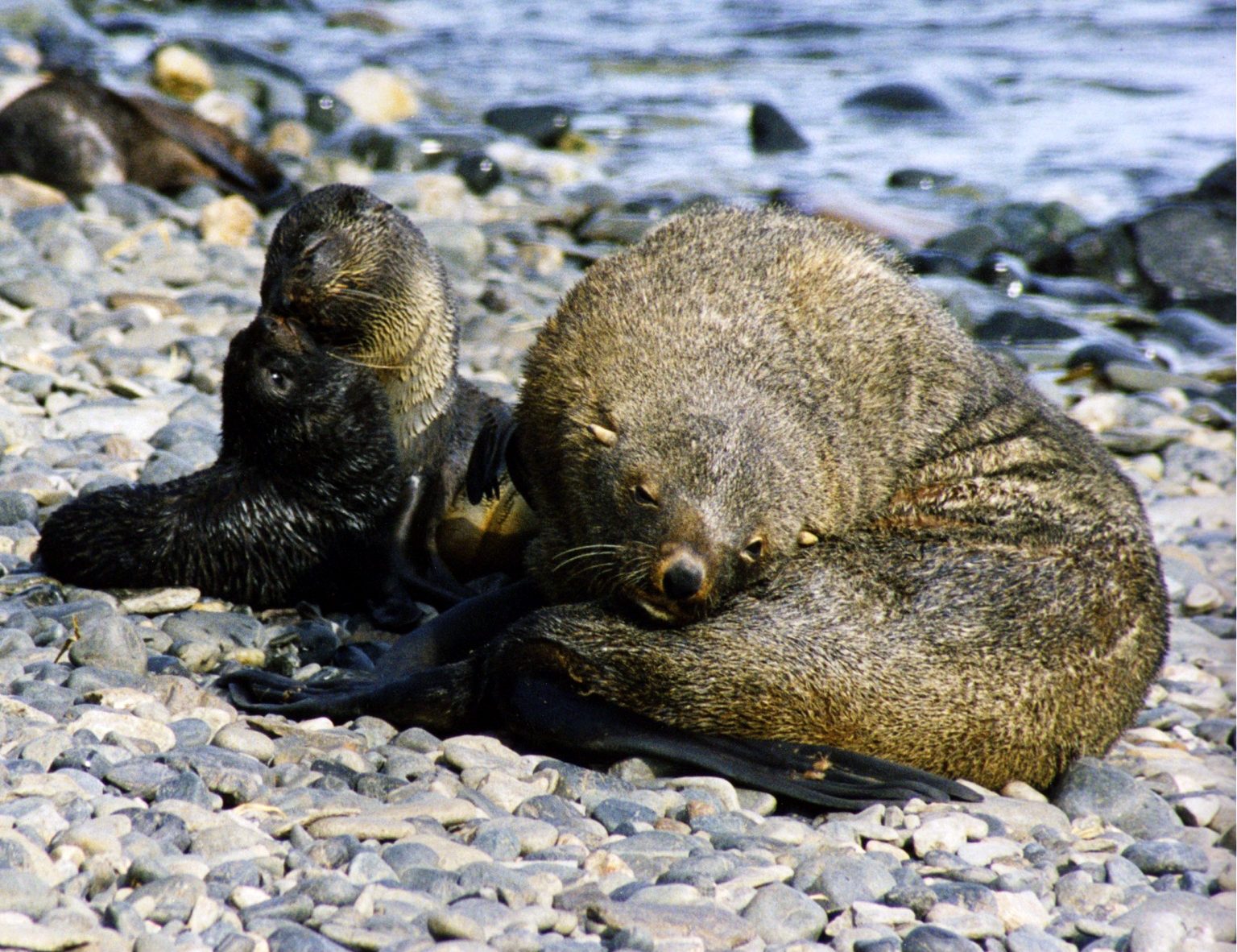
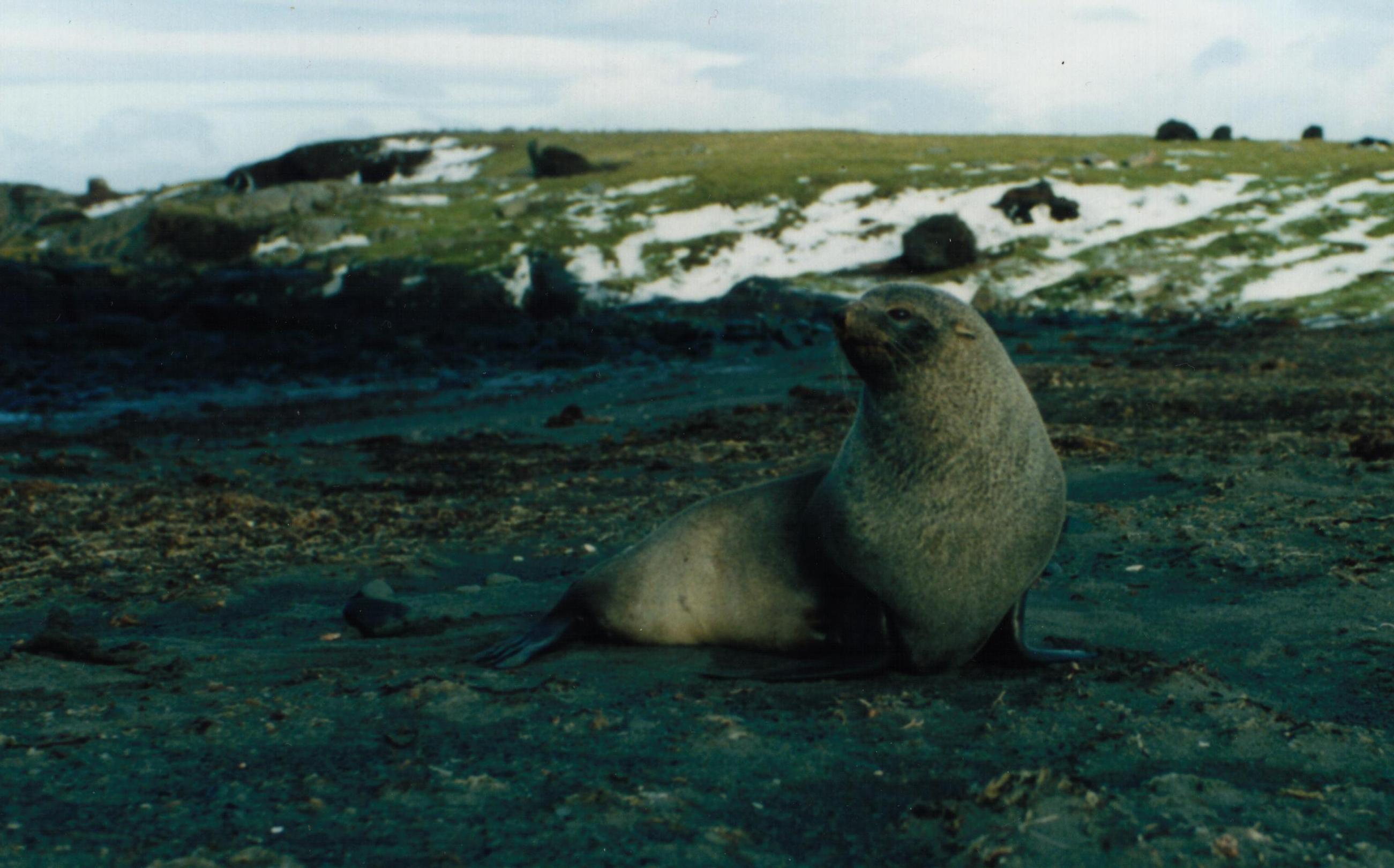
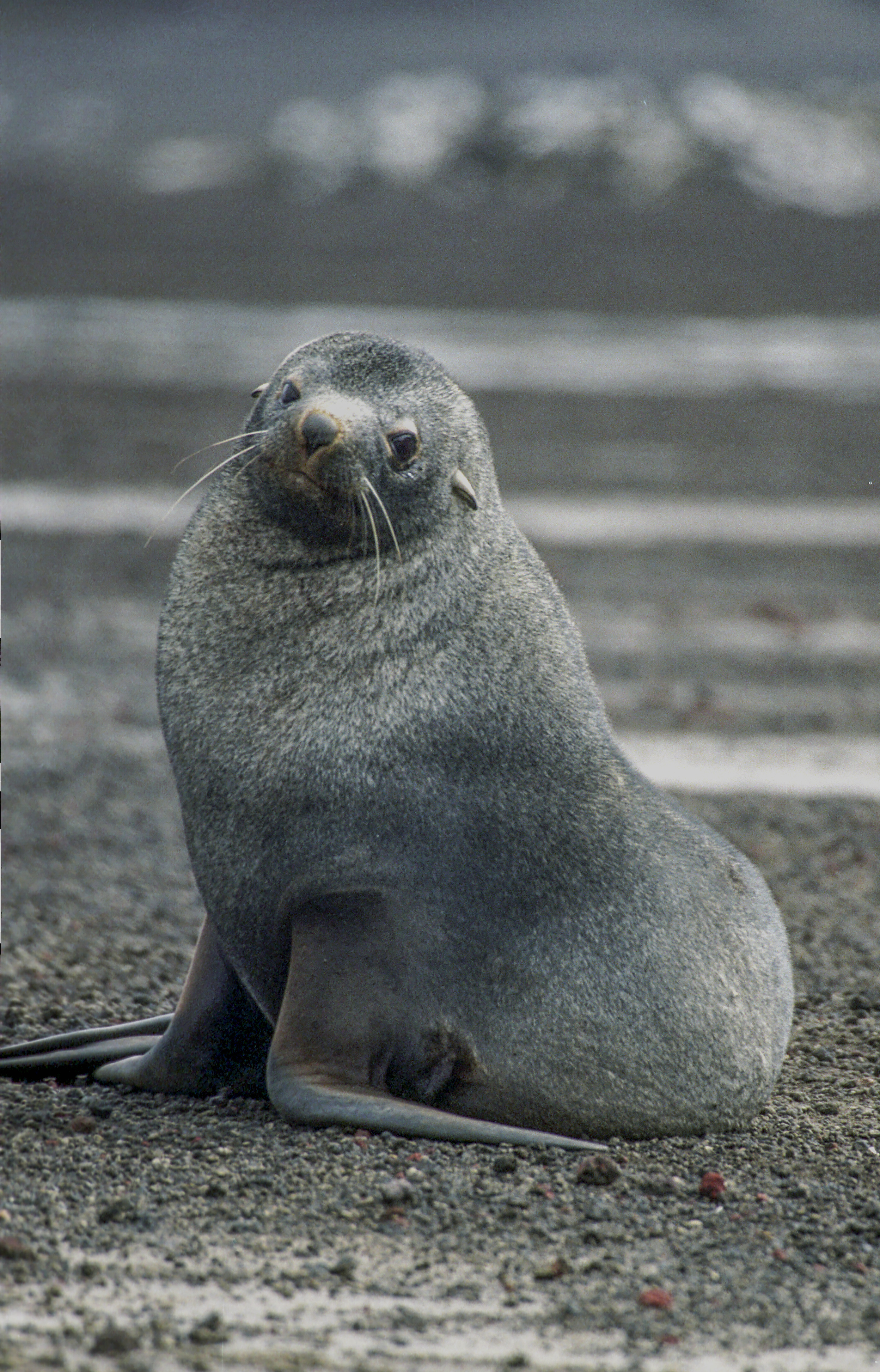
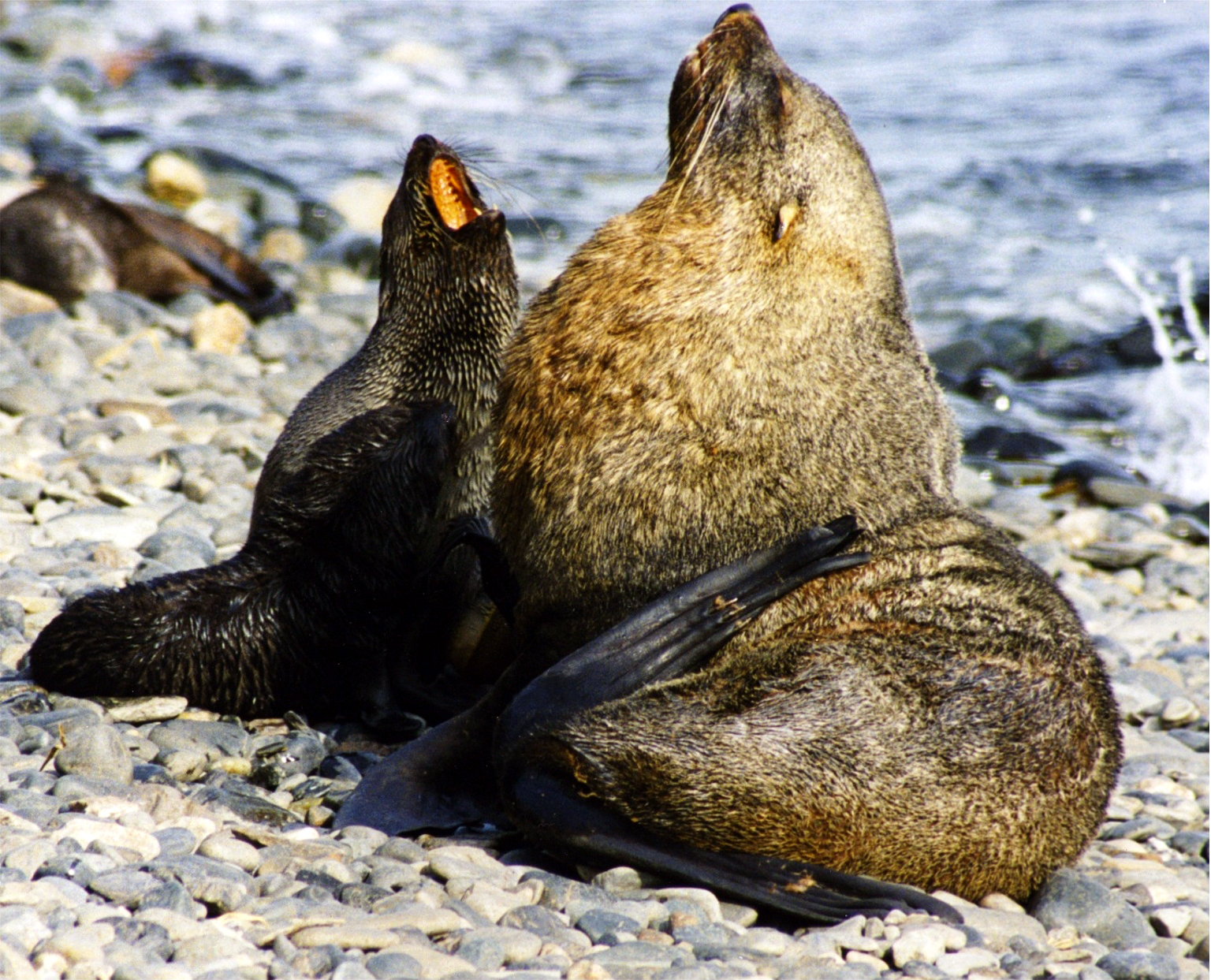

## Mô tả
Con đực lớn hơn đáng kể so với con cái. Con đực dài tới 2 m và cân nặng trung bình là 133 kg. Con cái dài 1,4 m với trọng lượng trung bình là 34 kg. Khi mới sinh, chiều dài tiêu chuẩn trung bình là 67,4 cm và cân nặng 5,9 kg ở con đực và 5,4 kg (4,8–5,9) ở con cái.
Hải cẩu lông mao Nam Cực sống tới 20 năm tuổi với con cái tối đa là 24 năm tuổi. 